# シチョーキノ
座標: 北緯54度01分 東経37度31分 / 北緯54.017度 東経37.517度

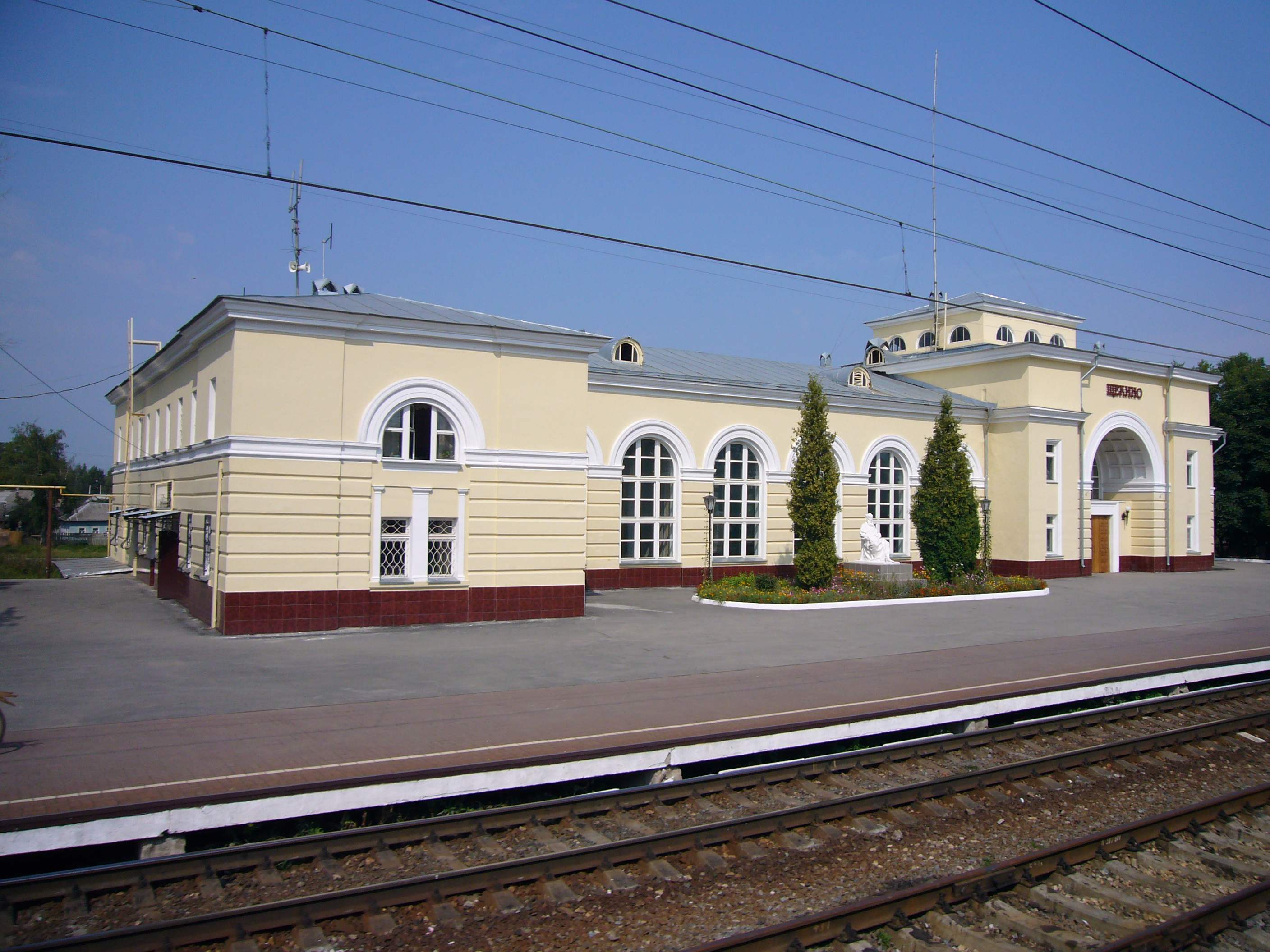
シチョーキノ駅

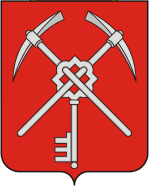
シチョーキノの紋章

シチョーキノ（ショーキノ、シチェキノ、ロシア語: Щёкино、ラテン文字表記の例: Schyokino）はロシアのトゥーラ州にある都市。人口は5万5109人（2021年）。州都トゥーラから南西へ15kmで、M2幹線道路が走る。

## 地理
シチョーキノはモスクワの南200km、州都トゥーラからは南西へ15kmの位置にある。トゥーラのほかの最寄の町は、南東10kmのソヴェツク、南東へ13kmのリプキ、北東へ21kmのボロホヴォなどで、いずれも中央ロシア高地の北部に広がるモスクワ褐炭炭田に位置する褐炭採掘の町である。またM2幹線道路を南西に走ると35kmほどでプラフスクとなる。
南ロシアに共通する、森やステップといった景観が町の周囲に広がる。シチョーキノ地区のうち森林の占める割合は13%ほどにすぎない。

## 歴史
シチョーキノの位置に最初の集落ができたのは1840年代で、モスクワからトゥーラを経てオリョールへ続く街道ができたことがきっかけだった。その20年ほど後に、モスクワ・トゥーラ・オリョール・クルスク・ハリコフ・シンフェロポリ間の鉄道も平行して走るようになり、1869年に駅が開業した。
現在の市街地誕生のきっかけは、1870年、駅周辺で褐炭採掘が始まったことであった。20世紀の初頭にはシチョーキノは大きな集落となり、産業や交易で栄え、それまでこの地域の中心地だったクラピヴナの町を上回る町へと成長した。
1930年代には駅周囲の集落シチョーキノがシチョーキノ地区の中心となり、1934年には周囲の工場集落などを併合し、1938年に市となった。第二次世界大戦（独ソ戦）では、モスクワの戦いにおける戦場となり、1941年10月から12月までの期間ドイツ国防軍に占領され町が破壊された。

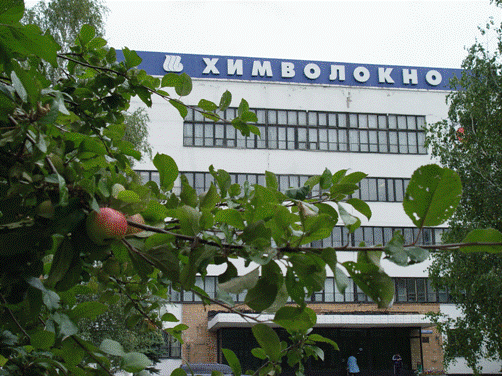
シチョーキノの化学繊維会社

1950年代以降、周囲の褐炭を使った化学工業が盛んになった。シチョーキノの化学コンビナートはソ連の模範とされ、1969年10月にはソ連共産党は、増産と労働力節約においてシチョーキノの実例に基づいた方式（シチョーキノ方式）を撮るよう勧告したほどだった。

## 産業と交通
当初の主要な産業は褐炭採掘であったが、すでに操業していない。シチョーキノの重要な産業は化学コンビナートへと移っている。主な企業は窒素肥料などを生産するシチョーキノアゾート（ОАО « Щёкиноазот »）、ナイロンなどを生産するヒムヴォロクノ（ОАО «Химволокно»）などである。また1953年操業の火力発電所もある。

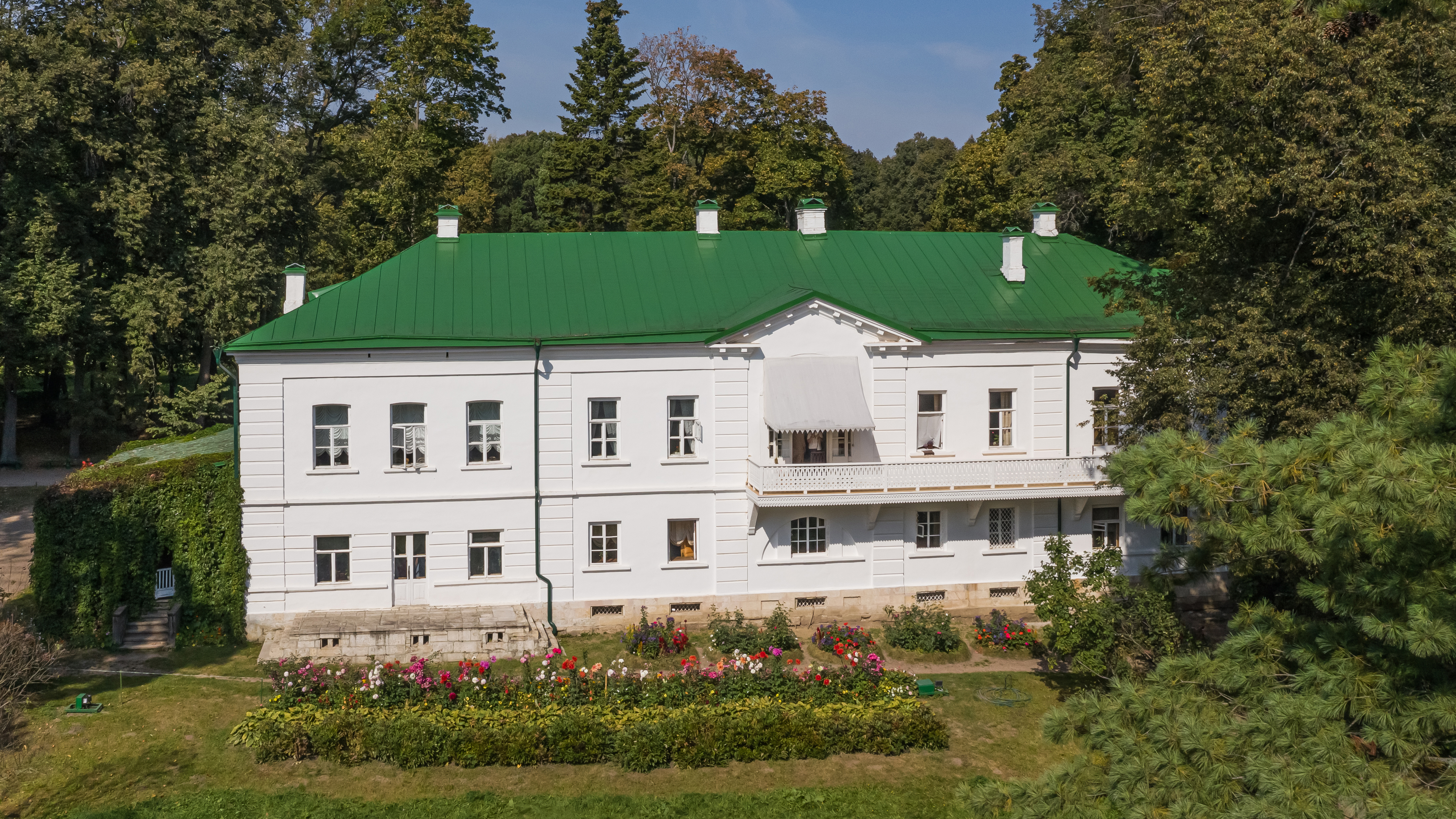
ヤースナヤ・ポリャーナ

モスクワからトゥーラ、オリョール、クルスクを通ってクリミア半島（ウクライナ）のシンフェロポリへ向かうM2幹線道路が走る。同じ区間を結ぶように鉄道幹線も走っている。

## 文化
シチョーキノには歴史博物館がある。
また近郊にはレフ・トルストイの生まれ育ったトルストイ伯爵家の地所があり、生涯を過ごした居宅ヤースナヤ・ポリャーナは博物館となってトゥーラ州随一の観光地となっている。